# As Próximas Horas Serão Muito Boas
As Próximas Horas Serão Muito Boas é o segundo álbum da banda brasileira Cachorro Grande. Gravado no estúdio Bafo de Bira, em Porto Alegre. O álbum foi lançado em 2004 junto com a revista Outracoisa, marcando de vez a aparição da banda na cena nacional. A capa e o encarte tem um estilo vintage ou mod.
| Críticas profissionais                                                      | Críticas profissionais |
| Avaliações da crítica                                                       | Avaliações da crítica  |
| Fonte                                                                       | Avaliação              |
| --------------------------------------------------------------------------- | ---------------------- |
| Allmusic                                                                    | (Sem Nota)             |
| Esta tabela precisa de ser acompanhada por texto em prosa. Consulte o guia. |                        |

## Faixas
| N.º            | Título                               | Compositor(es)                   | Duração |  |
| 1.             | "As Coisas Que Quero Lhe Falar"      | Marcelo Gross                    | 2:55    |  |
| 2.             | "Hey, Amigo"                         | Marcelo Gross & Gabriel Azambuja | 3:18    |  |
| 3.             | "Você Pode Até Pegar"                | Marcelo Gross                    | 3:43    |  |
| 4.             | "Tudo Por Você"                      | Beto Bruno                       | 2:49    |  |
| 5.             | "Olhar pra Frente"                   | Beto Bruno & Marcelo Gross       | 3:44    |  |
| 6.             | "Agoniada"                           | Beto Bruno & Marcelo Gross       | 5:02    |  |
| 7.             | "Me Perdi"                           | Beto Bruno & Marcelo Gross       | 2:19    |  |
| 8.             | "As Próximas Horas Serão Muito Boas" | Beto Bruno & Marcelo Gross       | 2:22    |  |
| 9.             | "Você Não Sabe Nada"                 | Marcelo Gross                    | 2:25    |  |
| 10.            | "Enquanto o Trem Que Espero Não Vem" | Marcelo Gross                    | 2:31    |  |
| 11.            | "Sem Problemas"                      | Marcelo Gross                    | 3:04    |  |
| 12.            | "Que Loucura!"                       | Marcelo Gross                    | 3:38    |  |
| 13.            | "O Truque do Ovo"                    | Marcelo Gross                    | 4:46    |  |
| 14.            | "Insatisfeito"                       | Marcelo Gross & Gabriel Azambuja | 10:58   |  |
| Duração total: | Duração total:                       | Duração total:                   | 53:43   |  |